# Socjalizm w Holandii

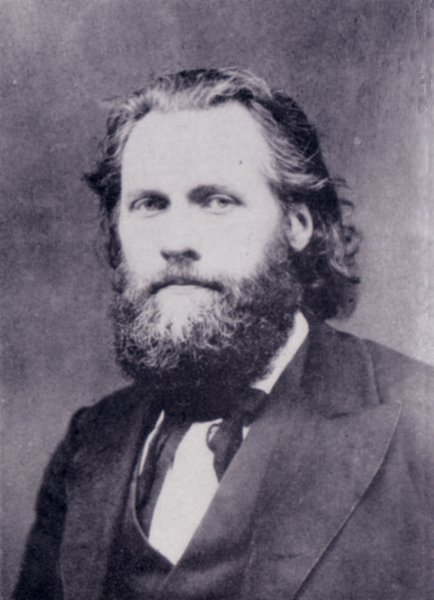
Ferdinand Domela Nieuwenhuis pierwszy poseł socjalistyczny w historii Holandii, następnie zwolennik anarchizmu

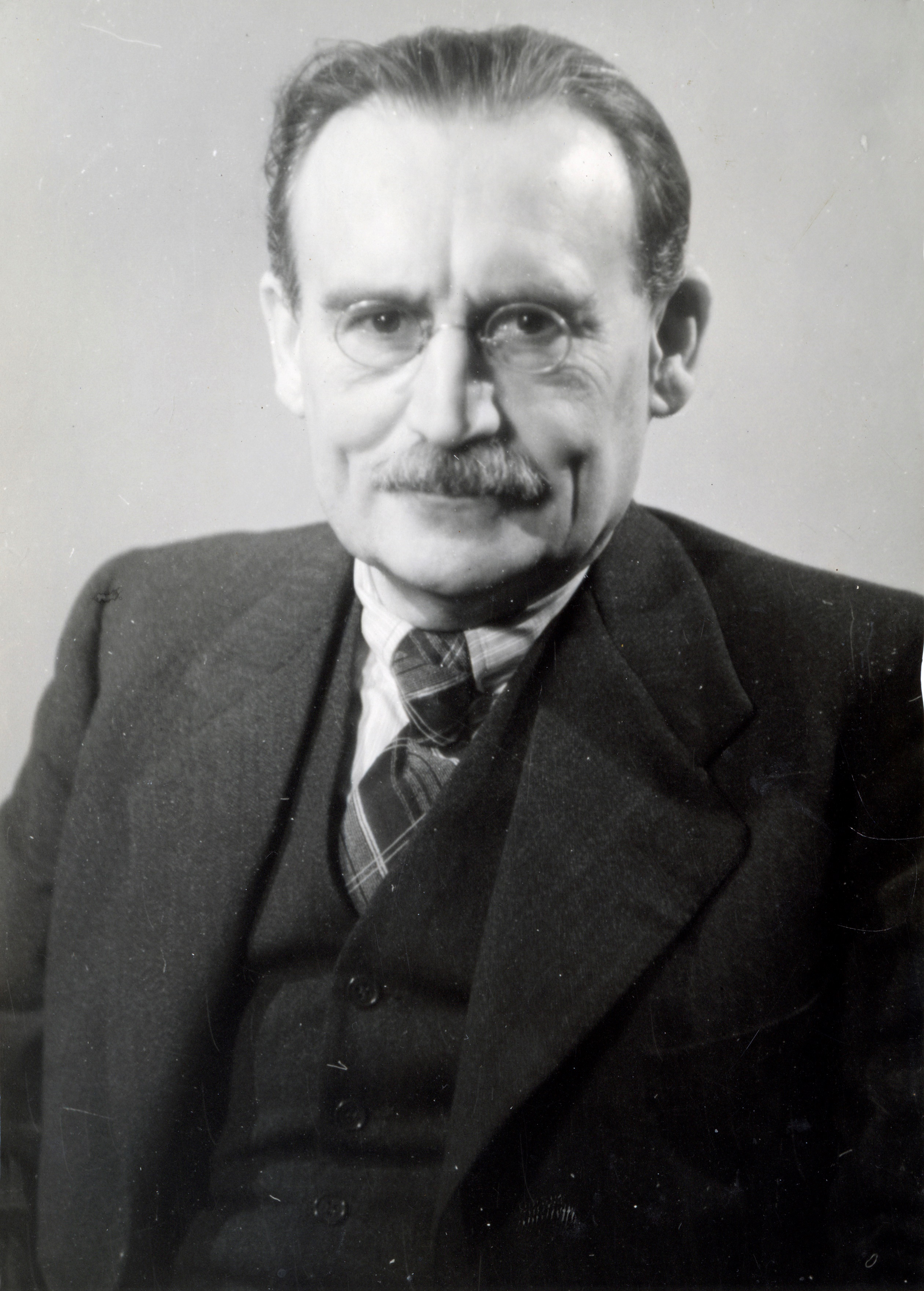
Willem Drees socjaldemokratyczny premier Holandii w latach 1948-1958

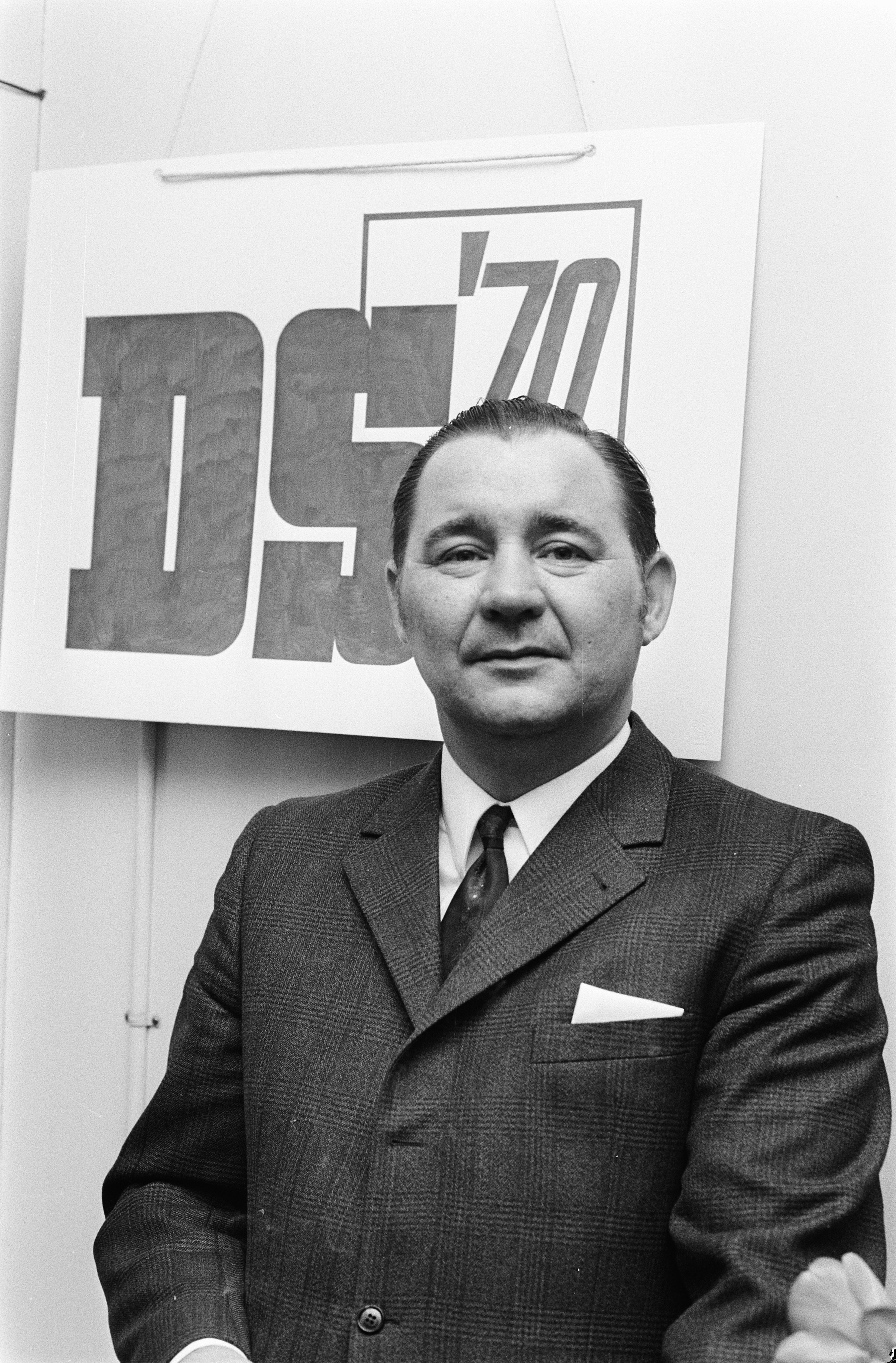
H. Pors jr. w czasie zjazdu "Democratisch Socialisten '70"

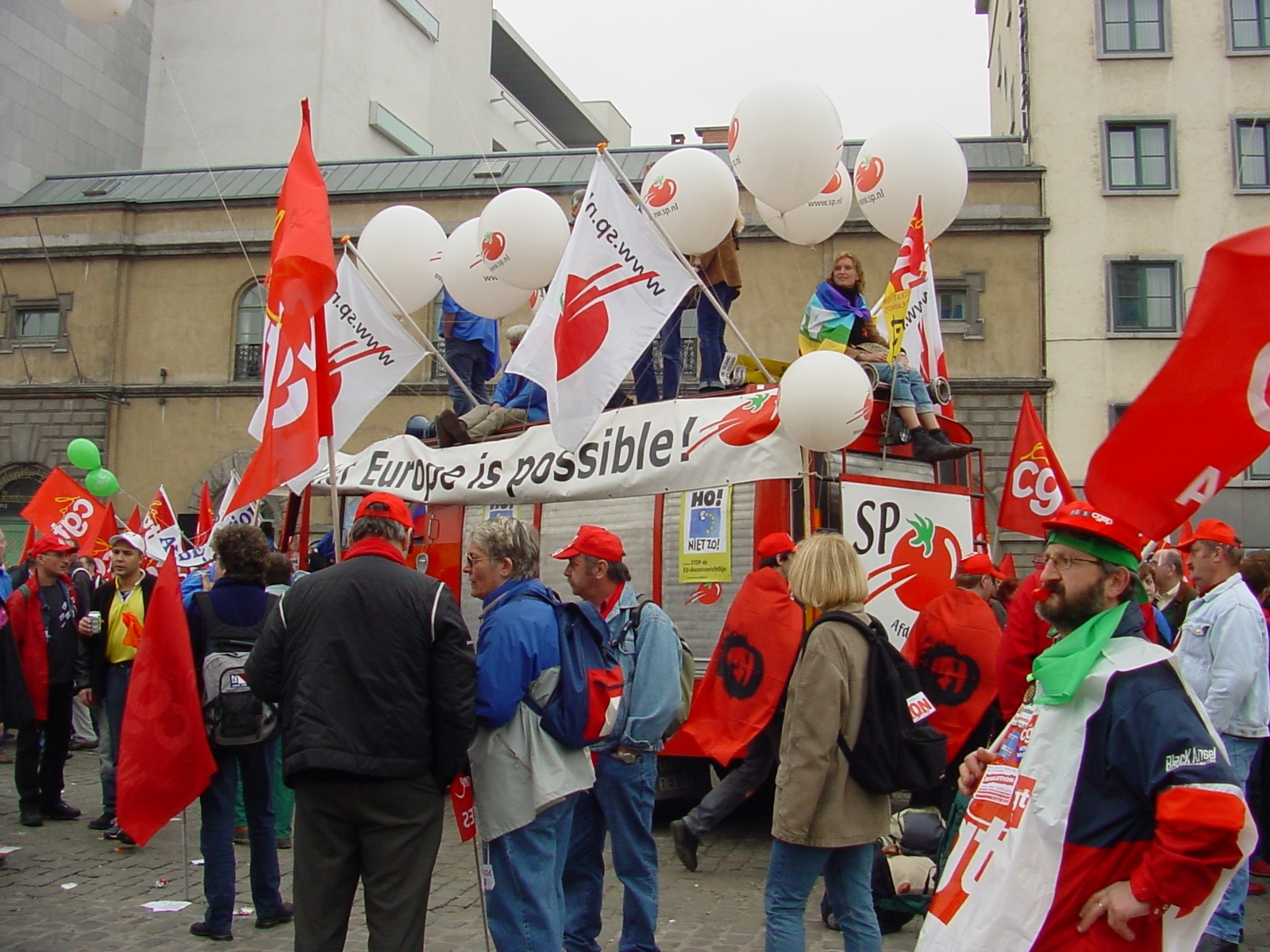
Członkowie Partii Socjalistycznej demonstrujący w Brukseli 19 marca 2005

Początki i rozwój ruchu socjalistycznego w Holandii.

## Przegląd
Ruch socjalistyczny w Holandii narodził się stosunkowo późno, głównie z powodu powolnej w tym kraju industrializacji. Ruch zaczął rozwijać się po 1860 roku, mimo tego że holenderscy socjaliści byli wspomagani przez Międzynarodowe Stowarzyszenie Robotników i stali na czele ruchu związkowego, partia socjalistyczna powstała dopiero w 1881 roku. Powstała w 1881 Liga Socjaldemokratyczna (Sociaal-Democratische Bond) zdobywała poparcie stopniowo zgodnie z powolnym uprzemysłowieniem kraju, początkowo bazę partii stanowił nie miejski proletariat lecz robotnicy rolni.
Przed I wojną światową w ruchu robotniczym nastąpiły dwa podziały: w 1894 między rewolucyjnymi anarchistami a socjalistami zorientowanymi na parlamentaryzm. Skrzydło reformistyczne Ligi Socjaldemokratycznej w tym samym roku założyło Socjalno-Demokratyczną Partie Robotniczą (Sociaal Democratische Arbeiders Partij), dotychczasowa SDB zostaje zdelegalizowana. Do kolejnego rozłamu doszło w 1897 roku gdy przeciwna kierownictwu SDAP grupa działaczy założyła Partie Socjaldemokratyczną (Sociaal-Democratische Partij), która po rewolucji październikowej przekształciła się w Komunistyczną Partię Holandii (CPN). Był to jeden z pierwszych podziałów między reformistami a rewolucjonistami w ramach europejskiego ruchu robotniczego. Zarówno rewolucjoniści i reformiści zaczęli zakładać własne związki zawodowe, reformiści powołali "Nederlands Verbond van Vakverenigingen", anarchosyndykaliści "Nationaal Arbeidssecretariaat".
Po II wojnie światowej, SDP połączyła się z mniejszymi ugrupowaniami lewicowo-liberalnymi i postępowymi organizacjami katolickimi i protestanckimi, tworząc Partię Pracy (PvdA). Nowa partia zdobyła blisko jedną trzecią miejsc w wyborach parlamentarnych w 1946. Od roku 1946 do 1958, lider PvdA Willem Drees pełnił stanowisko prezesa rady ministrów. PvdA mieściła się w grupie partii socjaldemokratycznych popierających państwo opiekuńcze, gospodarkę mieszaną, dekolonizację i udział Holandii w NATO. W wyborach w 1946 roku duże poparcie uzyskała także Partia Komunistyczna, popularna ze względu na duży udział komunistów w holenderskim ruchu oporu.
Lata 60. i 70. stanowiły wzrost poparcia dla socjalistów i rozwój nowych socjalistycznych ruchów politycznych. W 1957 powstała Pacyfistyczna Partia Socjalistyczna (Pacifistisch Socialistische Partij) określająca się jako alternatywna i alternatywa dla proamerykańskiej PvdA oraz proradzieckiej CPN. W 1967 władzę w PvdA przejęła grupa młodych socjalistów zwana jako "Links Nieuw". "Links Nieuw" obejmowała zarówno kurs socjaldemokratyczne jak i ideały Nowej Lewicy, takie jak silne państwo opiekuńcze, wyzwolenie kobiet, ochrona środowiska i internacjonalizm. Przedstawiciele Nowej Lewicy dążyli do zbudowania  progresywnej koalicji z lewicowymi liberałami i ruchem postępowych chrześcijan. W rezultacie od partii odłączyła się grupa socjaldemokratów, tworząc DS'70 (Democratisch Socialisten '70). Partii Pracy i jej sojusznikom nie powiodły się jednak próby zbudowania większościowej koalicji w latach 1971 i 1972, lider PvdA Joop den Uyl został zmuszony do utworzenia koalicji z chrześcijańskimi demokratami.
W latach 80., mniejsze partie takie jak PSP czy CPN które rozwijały się w latach 60. i 70., straciły mandaty, CPN ostatecznie zniknęła z Izby Reprezentantów w 1986 roku. PvdA znalazła się w opozycji, podczas gdy rząd utworzyli liberałowie i chadecy dokonując radykalnej reformy dotychczas istniejącego państwa opiekuńczego. Niektóre socjalistyczne związki zawodowe stracił na znaczeniu i połączyły się ze związkami katolickimi tworząc "Vakbeweging Nederlandse Federatie".
Lata 90. był dla socjalistów swoistą regeneracją sił. W 1989 roku PSP i CPN połączyła się z mniejszymi partiami chrześcijańskiej lewicy (Evangelische Volkspartij i Politieke Partij Radikalen) tworząc Zieloną Lewicę. W wyborach powszechnych w 1994 roku nowy lider PvdA Wim Kok nie zdołał poprowadzić partii do wyborczego zwycięstwa, jednocześnie Partia Pracy straciła znaczą liczbę miejsc w parlamencie, jednak wciąż była największą partią opozycyjną. PvdA utworzyła "fioletową koalicję" z progresywnymi liberałami i konserwatystami, koalicja skutkowała pojawieniem się polityki tzw. trzeciej drogi, prywatyzacją spółek państwowych, legalizacją prostytucji i eutanazji. W wyborach w 1994 roku do parlamentu dostała się również niegdyś maoistowska, Partia Socjalistyczna (SP).
Od 2004 roku, Zielona Lewica promuje się jako partia lewicowo-liberalna. W 2007 Partia Pracy ponownie weszła w skład koalicji, tym razem z Chrześcijańskimi Demokratami i mniejszą lewicową ekonomicznie lecz konserwatywną obyczajowo ChristianUnion. W 2006 Partia Socjalistyczna zdobyła rekordową liczbę 25 mandatów.

## Kalendarium

### SDB
- 1881, została założona Liga Socjaldemokratyczna (Sociaal Democratische Bond).
- 1983, frakcja umiarkowana opuszcza SDB zakładając Socjalno-Demokratyczną Partie Robotniczą (Sociaal Democratische Arbeiderspartij, SDAP).
- 1900, ostatni członkowie Ligi Socjalistycznej (powstałej w wyniku rozłamu w SDB) dołączyli do SDAP.

### SDAP
- 1894, założona została SDB.
- 1907, na skutek konfliktu wewnątrzpartyjnego grupa rewolucyjnych marksistów zakłada Partię Socjaldemokratyczną (SDP).
- 1932, ortodoksyjni marksiści pod przewodnictwem Jacques'a de Kadt opuszczają SDAP i zakładają Niezależną Partię Socjalistyczną (Onafhankelijk Socialistische Partij), która w 1935 roku ma połączyć się z RSP (Revolutionair Socialistische Partij).
- 1941, SDAP zodaje zdelegalizowana przez okupanta hitlerowskiego.
- 1946, SDAP współtworzy Partię Pracy.

### CPN
- 1907, grupa rewolucyjnych marksistów wydalonych z SDAP zakłada Partię Socjaldemokratyczną.
- 1918, SDP stanowi wspólną grupę parlamentarną z Socialistische Partij i Bond Christen Socialisten.
- 1918, SDP zmienia nazwę na Komunistyczną Partie Holandii i dołącza do Kominternu.
- 1941, CPN zostaje zdelegalizowana przez hitlerowców, w rezultacie przechodzi do ruchu oporu.
- 1958, grupa reformistyczna zakłada Socjalistyczną Partię Robotniczą która w 1963 połączy się z PSP.
- 1964, z partii wydalona zostaje grupa maoistowska. Maoiści tworzą Kommunistiese Partij Nederland/Marxisties-Leninisties który stopniowo ewoluuje w stronę socjalizmu demokratycznego tworząc Partię Socjalistyczną.
- 1983, grupa ortodoksyjnych komunistów opuszcza CPN, w 1992 roku zakładają Nową Partię Komunistyczną Holandii.
- 1989, tworzy wraz z PSP, radykałami i Ewangelicką Partię Ludową nowe ugrupowanie pod nazwą "Zieloną Lewicę".

### BCS
- 1907, powstaje Liga Chrześcijańskich Socjalistów (Bond Christen Socialisten).
- 1918, BCS wspólne z SDP i SP stanowią wspólną grupą parlamentarną.
- 1919, niektórzy działacze partii dołączają do Komunistycznej Partii Holandii, inni do Socjaldemokratycznej Partii Robotniczej. Część dotychczasowej partii próbuje organizować nowe partie polityczne.

### SP (międzywojenne)
- 1918, związkowcy z anarchosyndykalistycznego związku zawodowego "Nationaal Arbeidssecretariaat" powołują Partię Socjalistyczną.
- 1918, SDP wraz z BCS i SDP tpworzy wspólną grupę parlamentarną.
- 1928, SP zostaje rozwiązana a część jej członków przystępuje do RSP.

### RSP
- 1929, były członek CPN Henk Sneevliet zakłada Rewolucyjną Partię Socjalistyczną (Revolutionair Socialistische Partij, RSP).
- 1935, Niezależna Partia Socjalistyczna, grupa rozłamowców z SDAP łączy się z RSP, tworząc "Revolutionair Socialistische Arbeidersparty".
- 1941, RSP zostaje zdelegalizowana przez hitlerowskich okupantów, członkowie partii tworzą podziemną organizację "Marks-Lenin-Luxemburg Front".

### PvdA
- 1946, powstaje Partia Pracy.
- 1948, mała grupa byłych demokratów opuszcza PvdA i dołącza do Partia Ludowa na rzecz Wolności i Demokracji.
- 1970, grupa konserwatywnych socjaldemokratów opuszcza PvdA i tworzy DS70.

### PSP
- 1957, przez byłych działaczy PvdA i CPN zostaje założona Pacyfistyczna Partia Socjalistyczna (Pacifistisch Socialistische Partij).
- 1974, grupa trockistowska opuszcza PSP i tworzy Komunistyczną Ligę Międzynarodową (następnie Alternatywa Socjalistyczna).
- 1985, grupa sprzeciwiająca się dalszej współpracy z CPN i lewicą chrześcijańską, opuszcza partię.
- 1989, PSP wraz z CPN i chrześcijańskimi lewicowcami tworzy Zieloną Lewicę.

### DS70
- 1970, byli członkowie PvdA zakładają Democratisch Socialisten '70.
- 1983, rozwiązanie DS70, wielu jej członków wraca do PvdA.

### SP
- 1971, powstaje Kommunistiese Partij Nederland / Marxisties-Leninisties, (KPN / ML).
- 1972, KPN / ML zmienia nazwę na Socialistiese Partij.
- 1993, SP zmienia nazwę na Socialistische Partij.

### GreenLeft
- 1989, w wyniku połączenia PSP, CPN i mniejszych organizacji chrześcijańskiej lewicy powstaje Zielona Lewica (GroenLinks GL). Mimo socjalistycznych korzeni partia klasyfikowana na ogół jest jako reprezentująca nurt zielonej polityki.